# Gamma Trianguli Australis
Gamma Trianguli Australis (γ TrA) – trzecia co do jasności gwiazda w gwiazdozbiorze Trójkąta Południowego, znajdująca się w odległości około 184 lat świetlnych od Słońca.

## Położenie na niebie
Gamma Trianguli Australis tworzy wierzchołek Trójkąta Południowego. Podobnie jak inne gwiazdy tej konstelacji, nie jest widoczna z terytorium Polski. Jej położenie na niebie pozwala astronomom amatorom stosunkowo łatwo znaleźć intensywnie czerwoną gwiazdę węglową X Trianguli Australis, odległą od γ TrA o 1,4 stopnia w kierunku południowo-zachodnim.

## Charakterystyka
Jest podolbrzymem należącym do typu widmowego A, ponad osiem razy jaśniejszym niż Syriusz, choć znacznie bardziej oddalonym od Słońca. Tak wysoka jasność wiąże się z masą gwiazdy, około 60% większą niż masa Syriusza; ponadto Gamma Trianguli Australis jest bardziej zaawansowana ewolucyjnie i stopniowo zmienia się w olbrzyma. Charakteryzuje ją szybki obrót wokół osi, ponad 200 km/s na równiku.